# 1940 în film
- 1939 în cinematografie — 1940 în cinematografie — 1941 în cinematografie

## Filmele cu cele mai mari încasări (SUA)[1]
| #   | Titlu                      | Studio           | Actori                                           | Încasări     |
| --- | -------------------------- | ---------------- | ------------------------------------------------ | ------------ |
| 1.  | Boom Town                  | MGM              | Clark Gable, Spencer Tracy                       |              |
| 2.  | North West Mounted Police  | Paramount        | Gary Cooper, Madeleine Carroll, Paulette Goddard |              |
| 3.  | The Great Dictator         | United Artists   | Charlie Chaplin, Paulette Goddard                |              |
| 4.  | The Philadelphia Story     | MGM              | Katharine Hepburn, Cary Grant, James Stewart     |              |
| 5.  | The Grapes of Wrath        | 20th Century-Fox | Henry Fonda                                      |              |
| 6.  | Rebecca                    | United Artists   | Laurence Olivier, Joan Fontaine                  |              |
| 7.  | Strike Up the Band         | MGM              | Judy Garland, Mickey Rooney                      |              |
| 8.  | Northwest Passage          | MGM              | Spencer Tracy, Robert Young                      |              |
| 9.  | The Fighting 69th          | Warner Bros.     | James Cagney, Pat O'Brien, George Brent          |              |
| 10. | The Sea Hawk               | Warner Bros.     | Errol Flynn                                      |              |
| 11. | Tin Pan Alley              | 20th Century-Fox | Alice Faye, Betty Grable                         |              |
| 12. | Santa Fe Trail             | Warner Bros.     | Errol Flynn, Olivia de Havilland, Ronald Reagan  |              |
| 13. | Andy Hardy Meets Debutante | MGM              | Mickey Rooney, Lewis Stone, Judy Garland         |              |
| 14. | Kitty Foyle                | RKO              | Ginger Rogers, Dennis Morgan                     |              |
| 15. | My Favorite Wife           | RKO              | Irene Dunne, Cary Grant                          |              |
| 16. | Virginia City              | Warner Bros.     | Errol Flynn, Miriam Hopkins                      |              |
| 17. | Road to Singapore          | Paramount        | Bing Crosby, Bob Hope, Dorothy Lamour            |              |
| 18. | I Love You Again           | MGM              | William Powell, Myrna Loy                        |              |
| 19. | All This, and Heaven Too   | Warner Bros.     | Bette Davis, Charles Boyer                       |              |
| 20. | Comrade X                  | MGM              | Clark Gable, Hedy Lamarr                         |              |
| 28. | Pinocchio*                 | Disney           | Cliff Edwards                                    | $84.300.000* |

* După relansare cinematografică

## Premii

### Oscar
- Cel mai bun film:  Rebecca - David O. Selznick, United Artists
- Cel mai bun regizor:  John Ford - The Grapes of Wrath
- Cel mai bun actor:  James Stewart - Poveste din Philadelphia
- Cea mai bună actriță:  Ginger Rogers - Kitty Foyle
- Cel mai bun film străin:

Articol detaliat: Oscar 1940